# Пам'ятник Тарасові Шевченку (Хмільник)
Пам’ятник Тарасові Шевченку у Хмільнику — монумент на честь Тараса Шевченка, українського поета, художника та національного пророка, встановлений у місті Хмільник Вінницької області.

## Історія встановлення пам'ятника
Це був перший пам’ятник Тарасу Шевченку на території Вінницької області. Ініціатива його створення виникла у квітні 1989 року, коли в Хмільнику була заснована міськрайонна організація Народного Руху України за перебудову. Її очільник, Роман Романюк, став головним ініціатором встановлення монумента. Першим кроком стало встановлення символічного каменя при вході до центрального парку — вагою півтори тонни з написом: «Тут буде збудований пам’ятник Тарасу Шевченку». Камінь привезли вночі з Крутнівського гранітного кар’єру. Згодом його освятив отець Іван, священник Свято-Троїцької церкви.
На спорудження пам’ятника кошти перерахували 62 місцеві організації — загалом 16 тис. рублів. Відомий скульптор Стукан Віктор Євграфович виготовив скульптуру безоплатно та пожертвував додатково 2000 рублів на матеріали. Роботи тривали з лютого по липень 1991 року.
Урочисте відкриття пам’ятника відбулося 31 серпня 1991 року — невдовзі після проголошення незалежності України.

## Опис пам'ятника
Пам’ятник розташований у сквері на вулиці Шевченка, 11, навпроти будівлі Хмільницької міської ради. Скульптура виконана за технологією лиття з бронзи, встановлена на бетонному моноліті, облицьованому червоним гранітом. Фігура Тараса Шевченка зображує поета в повний зріст: руки за спиною, на лівій руці — пальто.  
Загальна висота пам’ятника — 5,8 м,висота постаменту — 3,8 м. На постаменті викарбувано слова з поезії Шевченка: «Обніміться, брати мої, молю вас, благаю...»